# Тузель (станция метро)
Тузель (узб. Tuzel) — станция Ташкентского метрополитена.
Открыта для пассажиров 30 августа 2020 года в составе первого участка линии Тридцатилетия независимости Узбекистана.
Расположена между станциями «Яшнобод» и «Олмос».

## История
Строительство станции началось 1 октября 2017 года.
Располагается в Яшнабадском районе, на пересечении «Ахангаранского» шоссе с улицами : «Бирлашган» и «Чулпана» (с севера) и «Бешарик» (с юга).
Работы по строительству станции были завершены 3 февраля 2020 года.
Станция запущена в эксплуатацию 30 августа 2020 года. Некоторое время после открытия станция носила временное название «3-бекат» (узб. 3-bekat). 9 августа 2023 года, после опросов жителей города, станция официально получило название «Тузель».
Получила своё название по одноимённому жилому массиву, вблизи которого она расположена.

## Характеристика
Станция : надземная, крытая, с островным расположением платформы.
Имеет два вестибюля, с северной стороны оборудована лифтом для маломобильных пассажиров, с южной стороны установлен 3-ленточный эскалатор.